# Zwarte kerkuil
De Zwarte kerkuil (Tyto tenebricosa) is een uil uit de familie van kerkuilen (Tytonidae). Deze soort komt voor in Australië.

## Beschrijving
De uil is een middelgrote, roetzwarte uil met vrij grote donkere ogen in een ronde gezichtssluier. De bovendelen (rugzijde) zijn roetzwart, met fijne witte vlekjes op de kop en grotere maar meer verspreide witte vlekken op de vleugels. De gezichtssluier is breed en rond, donker van kleur en afgezoomd met een harde, donkere rand. De onderdelen (buik en borst) zijn donkergrijs tot zwart, maar nooit zo donker als de bovendelen, met fijne witte vlekjes bezet. De buikstreek is altijd bleker dan de borst. De zwarte staart is kort en de poten zijn bevederd. De Zwarte kerkuil heeft een hoornkleurige bek, die bijna tot aan de punt bevederd is. De tenen zijn donkergrijs en de lange klauwen dan weer zwart. Beide geslachten zijn gelijk wat pluimage betreft, maar - zoals zo dikwijls bij uilen en dagroofvogels- zijn de vrouwtjes groter en zwaarder dan mannetjes. De (grotere) Zwarte kerkuil kan onderscheiden worden van de nauw verwante Kleine zwarte kerkuil door zijn (uiteraard) grotere afmetingen, donkerder pluimage en een verschillend vlekkenpatroon. Ook hun jachtgewoontes verschillen vrij grondig.

## Afmetingen
Vrouwtje: - Lengte 44–51 cm Gewicht 750-1000g
Mannetje: - Lengte 37–43 cm Gewicht 500-700g

## Leefgewoonte
Het dier is uitsluitend een nachtvogel, die er overdag een verborgen leefwijze op na houdt: hij verbergt zich in holtes, holle bomen, dicht gebladerte van hoge bomen en soms ook in grotten.

## Geluid
De typische schreeuw is een indringende 'kerkuilschreeuw' met afdalende toon, in het Engels beter bekend als de 'bomb whistle', omdat het kan vergeleken worden met het typische geluid van een vallende bom (zonder de fatale explosie).

## Jachtwijze en voedsel
De Zwarte kerkuil is een krachtige jager die in verhouding vrij grote prooien vangt, die hij proportioneel gezien dan nog vrij vaak uit de bomen plukt. Dit in tegenstelling met niet alleen de Kleine zwarte kerkuil, maar ook met andere soorten kerkuilen, die hun voedsel meestal op de grond vangen. Het voedsel bestaat uit een rijke variatie van kleinere zoogdieren en tijdens het broedseizoen zorgt het mannetje alleen voor de aanbreng van prooien.

## Verspreiding
Kust- en bergregio's van Zuid-Oost Australië van de Dandenong Ranges dicht bij Melbourne tot de Conendale Range ten noorden van Brisbane. Werd ook gemeld als aanwezig op Flinderseiland in Straat Bass. Komt ook voor in de hogere bergdedeelten van de regenwouden in Nieuw-Guinea.
De soort telt 2 ondersoorten:
- T. t. arfaki: Nieuw-Guinea en Japen.
- T. t. tenebricosa: het oostelijke deel van Centraal-en zuidoostelijk Australië.

## Status
Onbekend, waarschijnlijk zeldzaam en bedreigd

## Originele beschrijving
Gould, John. 1845. Proceedings of the Zoological Society of London, pt. 13, no. 149, p. 80.

## Subspecies
De vroegere soort Tyto tenebricosa in sensu largo werd eerst opgesplitst in twee ondersoorten die later twee volwaardige soorten werden : nl. Tyto tenebricosa, die we nu kennen als de Zwarte kerkuil (Greater Sooty owl in het Engels) en de Kleine zwarte kerkuil (Tyto multipunctata) of Lesser Sooty owl ( Eng.).
In sensu stricto werd de eigenlijke Zwarte kerkuil dan verder opgesplitst in Tyto tenebricosa tenebricosa en Tyto tenebricosa arfaki